# Maria Beatty
Die Filmemacherin Maria Beatty (* in Caracas, Venezuela) lebt in Paris und New York. Sie führt Regie und ist Schauspielerin und Produzentin. Ihre Filme sind häufig in Schwarz-Weiß und beschäftigen sich mit verschiedenen Aspekten der weiblichen Sexualität, häufig mit lesbischen Motiven und einschließlich BDSM und Fetischismus. In einigen davon tritt sie selbst auf, wie etwa in The Elegant Spanking (1995) und The Black Glove (1997). Mit Boy in the Bathtub (2006) wagte sich Beatty an ihren ersten abendfüllenden Spielfilm.
The Seven Deadly Sins wurde 2004 beim Festival Internacional de Cine Erotico De Barcelona in der Kategorie Bester Fetisch-Film ausgezeichnet.
Der Dokumentarfilm Inspired – Fetisch-Szenen (2003, Max von Strömungen) zeigt die Arbeit der Regisseurin Maria Beatty bei der Verfilmung einer fetischistischen Fantasie. Dazu gehören auch Interviews mit den Darstellerinnen sowie der Besuch des Ateliers einer Korsettmacherin. Weitere Dokumentationen, die Interviews mit Maria Beatty enthalten, sind Fetishes (1996, Nick Broomfield) und Didn’t Do It For Love (1997, Monika Treut).

## Filmografie
- 1989: Gang of Souls
- 1991: Sphinxes withous Secrets
- 1992: Imaging her Erotics
- 1992: Sluts and Goddesses
- 1995: The Elegant Spanking – s/w. Darsteller: Rosemary Delain und Maria Beatty
- 1996: The Dueling Pages (erster Teil der dreiteiligen Serie Box of Laughter)
- 1997: The Black Glove – s/w. Darsteller: Rosemary Delain und Maria Beatty
- 1997: Let the Punishment fit the Child – s/w. Darsteller: Margie Schnibbe und Maria Beatty
- 1998: The Boiler Room
- 1998: Converted to Tickling (zweiter Teil der dreiteiligen Serie Box of Laughter)
- 1999: Leda and the Swan
- 1999: Testify my love
- 2000: Ladies of the Night "Les Vampyres" – s/w. Darsteller: Mistress Dakota, Mistress Tchera und Bleu
- 2001: Tight Security
- 2002: The Seven Deadly Sins – Darsteller: Mistress Dakota und Katie Jordan
- 2002: Lust – Darsteller: Miriam Tyndall und Katie Jordan
- 2004: Ecstasy in Berlin 1926 – s/w. Darsteller: Sonya Sovereign und Paula Rosengarthen
- 2005: Silken Sleeves
- 2006: Mask of Innocence
- 2006: Boy in a Bathtub
- 2007: Coma
- 2007: Sex Mannequin
- 2008: Belle de Nature – Darsteller: Anna Gorynsztejn
- 2008: Strap on Motel
- 2008  White Bonnet
- 2009: Bandaged[1]
- 2009  Post Apocalyptic Cowgirls
- 2010  The Return of Post Apocalyptic Cowgirls
- 2010: Vampire Sisters
- 2011: Café du Diable
- 2013  The Medicine Man
- 2015  The Black Widow
- 2019  Spit and Ashes